# Maria Estorach Pons
Maria Estorach Pons (Tortosa, Baix Ebre, 1927 - Mataró, Maresme, 26 d'octubre de 2014) va ser una escaladora catalana.
Escaladora pionera que durant la dècada dels 40 va protagonitzar les primeres ascensions femenines al Timbaler del Bruc, el Queixal, el Ninet, la roca de la Maranya, l'agulla del Pas del Príncep, el Taxi o el Tub, entre d'altres.
Conjuntament amb els seus germans Josep Estorach i Francesc Estorach va fer la primera ascensió hivernal a la cara NE del Pollegó Superior del Pedraforca, i la travessa de cresta de Cabirols fins al Calderer, o la repetició de la via Boix-Costa-Balaguer, a la paret NW de l'Encantat Petit.
El rocòdrom de Vilassar de Mar porta el nom dels germans Estorach en homenatge seu.